# Alamodová poezie
Alamodová poezie (z francouzského à la mode - podle módy) je milostná poezie 17. století, jež se projevila zejména v částech Německa sousedících s Francií. Hodně používala románská slova a galantní obraty. Jazyk je barokně deformovaný, snaží se o co nejjemnější vyjadřování.
V české literatuře se alamodová poezie projevila ve sbírce písní pro Annu Vitanovskou a později ve sbírce Discursus Lypirona od V. J. Rosy.